# St.-Petri-Kirche Rodewisch

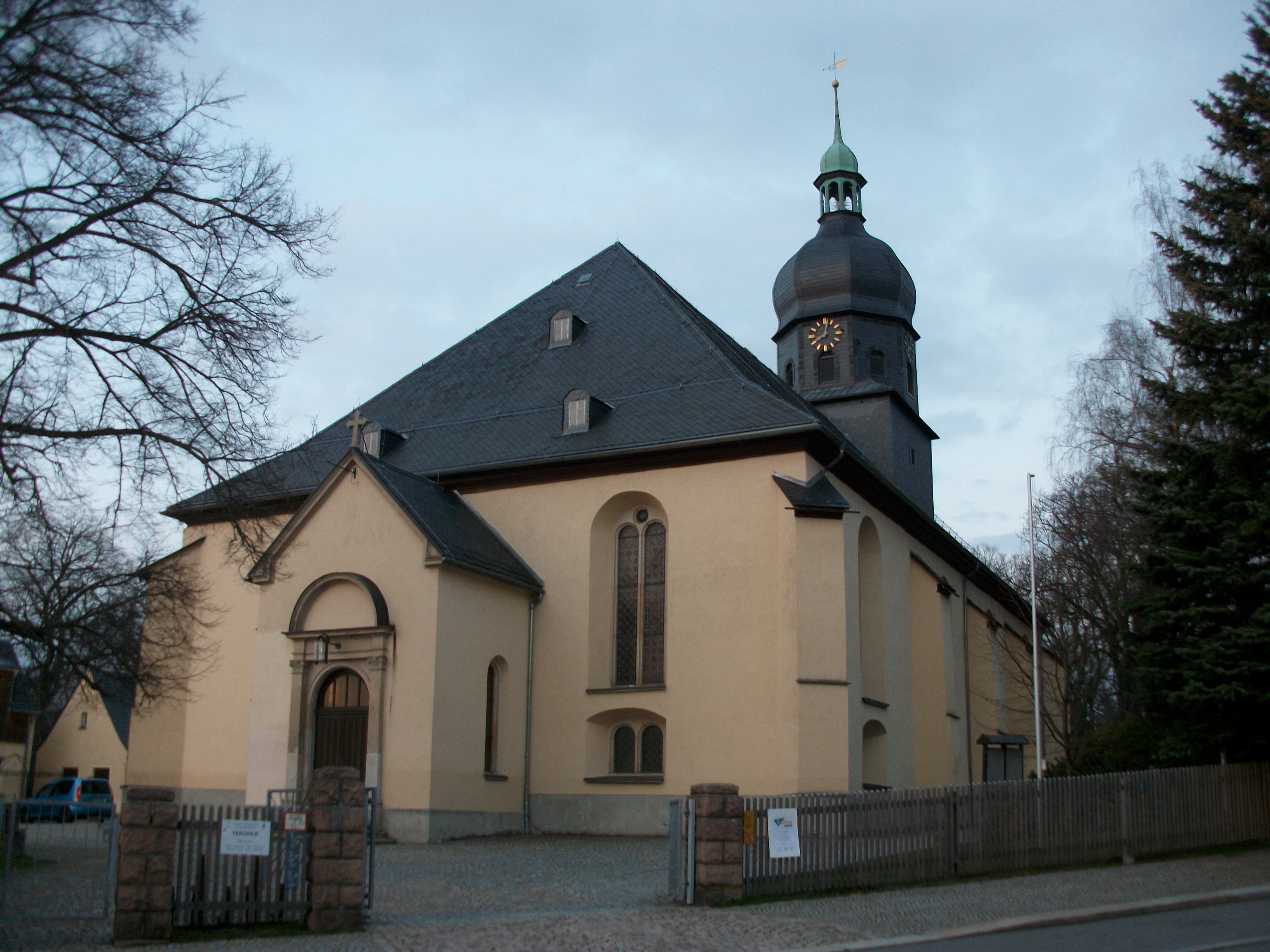
St.-Petri-Kirche mit Vorplatz

Die St.-Petri-Kirche ist die evangelisch-lutherische Stadtkirche und eine von zwei Kirchen im vogtländischen Rodewisch. Die entsprechende Kirchgemeinde ist die Evangelisch-lutherische Kirchgemeinde Rodewisch im Christus-Kirchspiel im Vogtland.

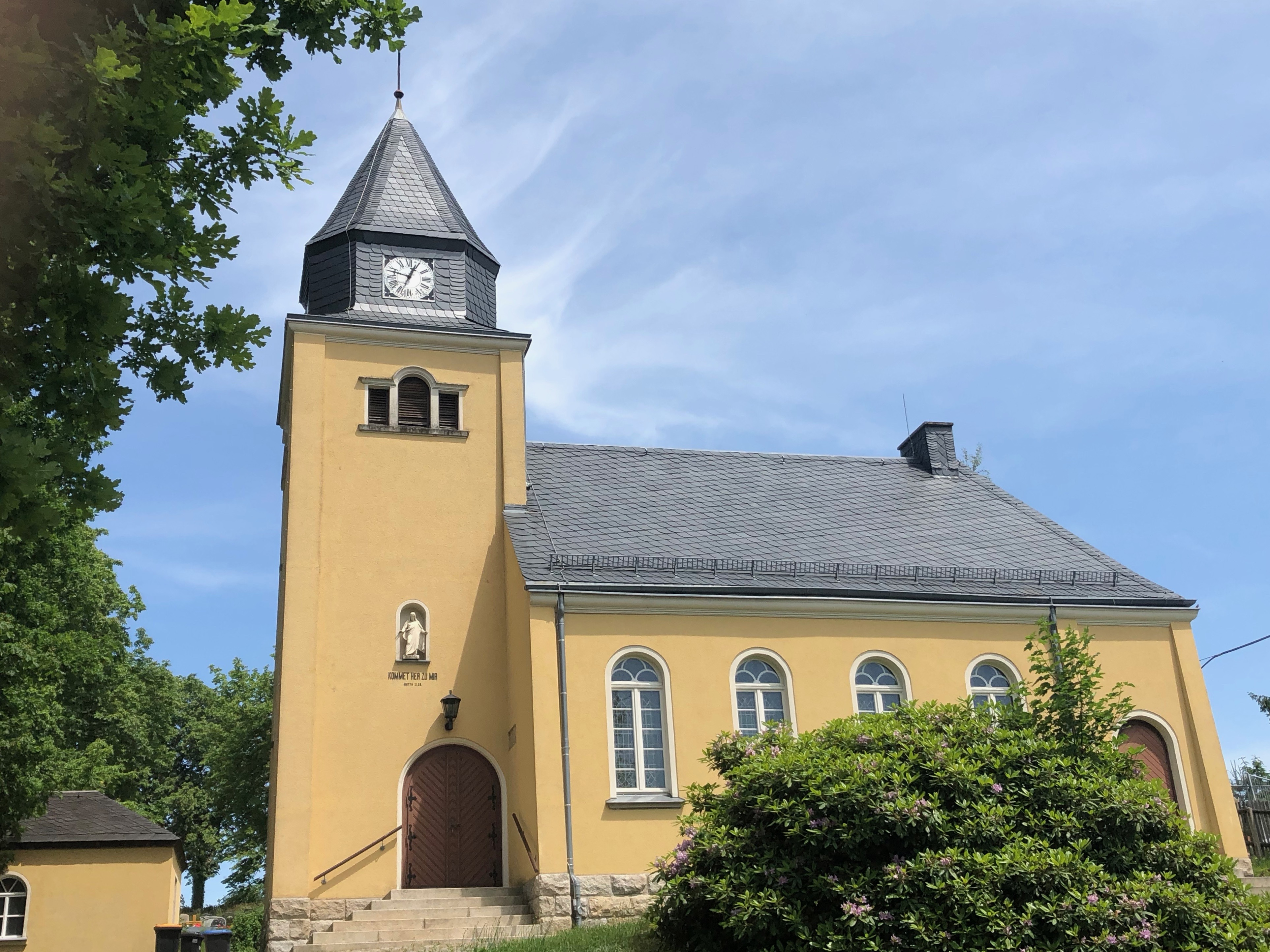
Martin-Luther-Kirche Rützengrün

Seit 1924 gibt es mit der Martin-Luther-Kirche in Rützengrün eine Filialkirche von Rodewisch.

## Geschichte

### Erster Kirchenbau
Die Stadt Rodewisch wurde erstmals 1411 urkundlich erwähnt. Aufgrund der Besiedlung der Region ist allerdings davon auszugehen, dass schon vorher eine Kirche gebaut wurde. Dies wird auf die erste Hälfte des 13. Jahrhunderts geschätzt, da in diesem Zeitraum der Kampf gegen die heidnischen Sorben und Wenden beendet wurde und der Weg zur Plauener Kirche zu weit war. Der Standort in Rodewisch bot sich an, weil dort die Burg Göltzsch nahe war. Aus den Mutmaßungen wird deutlich, dass die Rodewischer Kirche, genau wie die Auerbacher St. Laurentius-Kirche, über keine Stifterurkunde verfügt. Zudem gibt es Indizien, dass die umliegenden Dörfer (Urbach, später Niederauerbach, Ruczengrune, Redewischgrune) der Rodewischer, als der ältesten Kirchenparochie, zugeteilt waren. Als später die Burg Auerbach um eine feste Stadt entstand, wurde das Rodewischer Kirchlein vermutlich zur Filialkirche der Auerbacher. Möglicherweise ist die erste, aus Holz aufgebaute Kirche um 1430 mit dem Niederbrennen mehrerer Orte in der Umgebung auch ausgebrannt.

### Zweiter Kirchenbau
Spätestens 1522 muss eine zweite Kirche gebaut worden sein. Seit diesem Jahr wird in Rodewisch auch die evangelisch-reformierter Lehre verkündet. Diese frühen Kirchen in Rodewisch ähnelten eher einer Kapelle. In Anbetracht der steigenden Bevölkerungszahlen wurde eine größere Kirche nötig.

### Dritter Kirchenbau
Noch während des Dreißigjährigen Krieges wurde am 6. November 1642 mit dem Bau einer größeren dritten Kirche begonnen. Dieser wurde am 9. Juli 1645 beendet. Es wird vermutet, dass die Ausstattung der Kirche noch dürftig war, weil die Gemeinde während des Krieges ausgeplündert wurde. 1654 wurde der Rittersitz Obergöltzsch von denen von Planitz an die Familie von Beust verkauft. Diese Familie stiftete der Kirche 1661 eine silberne Hostiendose.

### DieTurmknaufurkundevon 1645
Die Urkunde über „Gewisse Nachrichtung der itzigen Beschaffenheit und Zustandes der Kirchen zu Sanct Peter im Rodwisch auffgesetzet und im Knopff des Kirchthurmbs geleget den 9. July Anno ‚CVaesVMVs, VtVIgeat PaX hIs In, ChrIste, DIebVs! [VVMVVVIXIIIDIV = 1645]‘“ ist eine aus 32 Seiten und einem Einzelblatt bestehende sogenannte Turmknaufurkunde, und die erste der im Rodewischer Turmknauf hinterlegten. Weitere stammen aus den Jahren der Turmerneuerungen 1755, 1826, 1881 und 1910. Die von Pfarrer Johann Bleymüller „von Olsnitz“ verfassten Originale befinden sich seit der letzten Turminstandsetzung 1980/81 nicht mehr im Turm. An ihrer statt wurden Photokopien hinterlegt. Die Urkunde hat die Maße von 20,5 cm Höhe und 17 cm Breite. Von den 32 Seiten sind 21 beschrieben. Durch den Förderverein der Kirchgemeinde wurde die in bedenklichem Zustand befindliche Urkunde Anfang des 21. Jahrhunderts restauriert.
In der Urkunde werden insbesondere die Verhältnisse des Kirchenbaus und seiner Probleme während des Dreißigjährigen Krieges geschildert. Auch die beteiligten Gewerke und Personen, die verschiedene Prinzipalien und Paramente stifteten werden genannt. So hat etwa der Churfrl. Sächsische „Oberauffseher“, der Juncker Christian Winkelman silberne Kannen, Baltzer Friedrich „verguldete Becher“, Christoph Felgenhauer, ein Interessent des Messingwerkes Niederauerbach, ein „köstlich schönes Meßgewandt, gelb, grün und schwarz mit Silber und Gold gesticket“, gestiftet. Weiter wurde durch „Melchor Haugk“ ein neuer Chor Rock und durch Jacob Körber ein „neu Tauffwindel umb den Tauffstein“ überlassen. Auch diese beiden waren Mitinhaber des Messingwerkes. In der historischen Abhandlung sind auch Georg Abel Ficker, Peter Ficker, drei weitere Familienmitglieder derer von der Planitz und viele Handwerker und Rodewischer Pfarrer bzw. Schulmeister aufgeführt, die am Kirchbau mitgewirkt bzw. in Rodewisch gewirkt haben.

### Vierter Kirchenbau

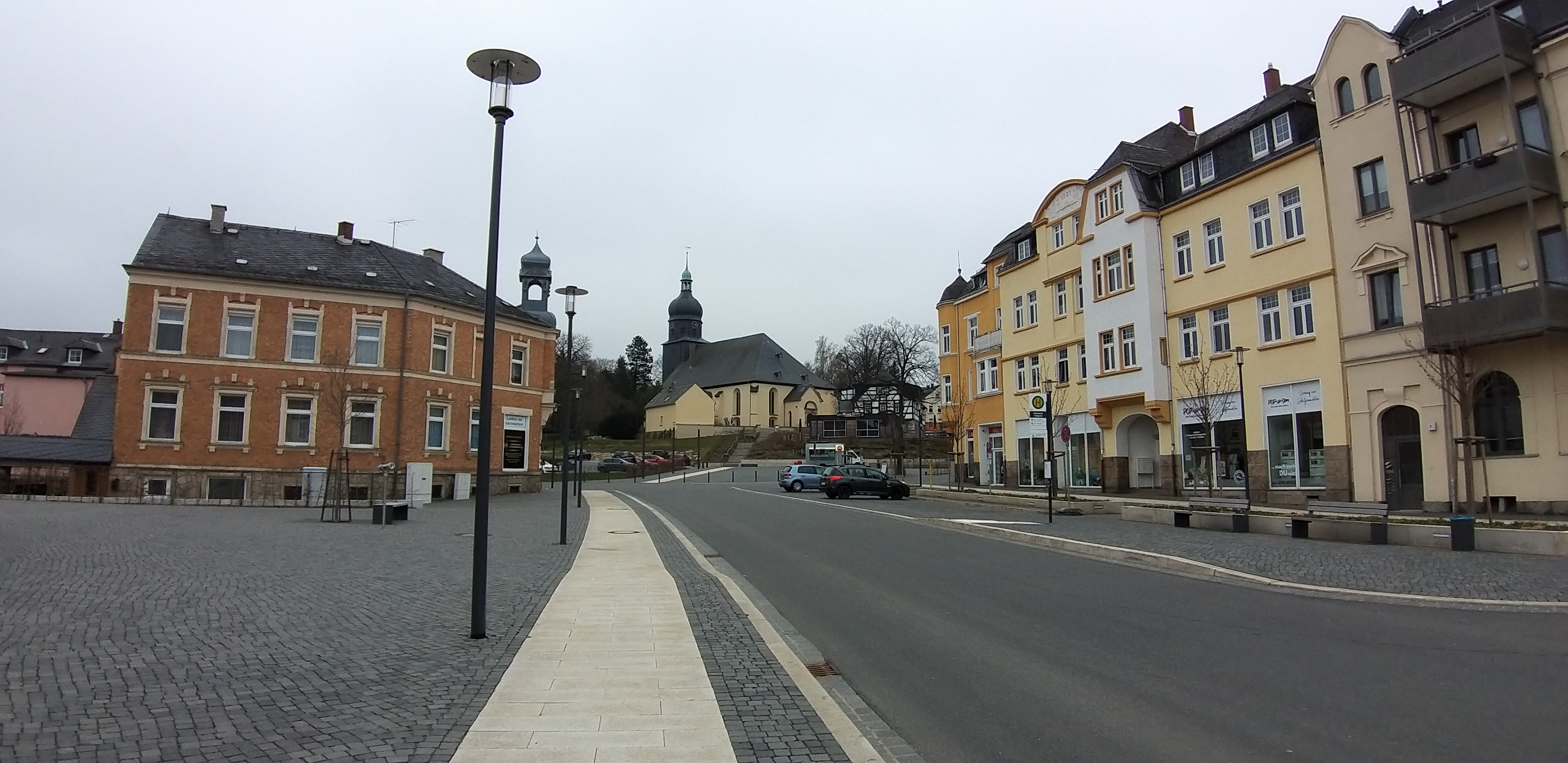
St.-Petri-Kirche mit neuem Treppenaufgang vom oberen Postplatz zum Kirchvorplatz

1729 wurde unter Magister Johann Gottlieb Beck eine vierte Kirche geplant. Für den Bau derselben wurden 3.700 Gulden veranschlagt. Am 18. Oktober des Jahres wurde der Grundstein gelegt. Im Jahre 1734 war der Rohbau beendet. Bis 1736 wurde der Innenausbau fertiggestellt. Letztendlich wurden 4.000 Meißner Gulden benötigt, wobei die Eigenleistungen nicht berücksichtigt sind. Am 22. oder 28. Oktober 1736 wurde die vierte St.-Petri-Kirche geweiht. 1754 ging man daran einen neuen Kirchturm aufzurichten. Der Turm hatte eine Höhe von 46 m. Auch ein neues Geläut sollte eingerichtet werden. Während bereits vorher eine große Glocke vorhanden war, wurden zwei weitere gegossen. So sollte ein volles Geläut eingerichtet werden. Die beiden neuen Glocken zierte der Spruch:
„Es schalle diese Glock, / o Gott, zu deiner Ehr, / daß jeder, der sie hört / stets deinen Ruhm vermehr. / Ich, Martin Heintz, / der sie gegossen hat, / Will loben deine Treu, / mein Gott, auch in der That.

Anno 1746 “
Zwischen 1806 und 1875 befand sich das Pfarrhaus an der heutigen Wernesgrüner Straße. Dort befand sich schon vorher ein Pfarrgut. 1875 wurde an dieser Stelle das neue Pfarramt errichtet. Ab 1888 wurde dort neben dem schon vorher eingerichteten Konfirmationszimmer das Pfarrarchiv eingerichtet. Die ältesten Rodewischer Schriftstücke aus dem Archiv gehen auf das Jahr 1555 zurück. Dabei handelt es sich um ein Kirchenrechnungsbündel. Die Tauf- und Trauregister reichen bis 1589, das Sterberegister bis 1592. Ab 1748 wurde ein neues Kirchenbuch angelegt. Am 30. Oktober 1836 feierte die Gemeinde die 100-jährige Weihe.
1664 wurde die erste Orgel in der Kirche Rodewisch eingebaut. 1857/58 wurde die Jehmlich-Orgel eingerichtet.
Während zu dieser Zeit die Rittergüter Niederauerbach, Ober- und Untergöltzsch noch getrennt verwaltet wurden, waren Kirchen- und damit Schulangelegenheit für ganz Rodewisch geführt. 1854 wurde dafür ein Schulhaus in der Uferstraße errichtet, 1871 eines in der Bachstraße erworben.
1886 wurde die Kirche anlässlich des 150-jährigen Kirchenjubiläums renoviert. Unter anderem wurde eine Empore entfernt, wodurch nurmehr eine erhalten blieb. Am 31. Oktober 1894 wurde die „Anstaltskirche“ auf dem Gelände des heutigen Klinikums Untergöltzsch geweiht. Der Kirchbezirk Untergöltzsch wurde entsprechend ausgepfarrt. Heute ist diese Kirche eine Sporthalle.
1923 gründete Diakon Karl Junghans den Rodewischer Posaunenchor, der 2023 sein 130-jähriges Bestehen feierte.

#### Architektur
Für die Bauzeiten 1645 und 1729–1739 wenig erwartet aber nicht einmalig, ist diese Hallenkirche abgesehen vom barocken Kanzelaltar und den neuromanischen Fenstern in strengen klassizistischen Formen gehalten.
Im Unterschied zu einigen früheren und vielen späteren protestantischen Kirchen Sachsens sind die Seitenschiffe mit nur eingeschossigen Emporen ausgestattet. Die Pfeiler zwischen Hauptschiff und Seitenschiffen tragen an der Decke Architrave statt Arkaden.

### Seit 2000

#### Kindergarten
Einer der Kindergärten in Rodewisch war der kirchlich getragene Evangelische Kindergarten St. Petri in der Otto-Pfeifer-Straße. Er hat 70 Plätze (12 Krippenplätze, 34 Kitaplätze, 24 Hortplätze). Der Kindergarten ist nunmehr von der Diakonie Auerbach übernommen worden.

#### Kirchspiel
Im Zuge der immer geringer werdenden Mitgliedszahlen der Kirchen und anderen Problemen, wie Mangel an Pfarrern, entschlossen sich einige Gemeinden im Vogtland per 1. Januar 2021 zur Gründung eines Christus-Kirchspiels im Vogtland. Das Kirchspiel verfügt, wie die Einzelgemeinden, über einen Kirchenvorstand. Zum Kirchspiel gehören folgende Gemeinden:
- Kirchgemeinde Rodewisch,
- Kirchgemeinde St.-Laurentius Auerbach,
- Kirchgemeinde Lengenfeld und Plohn-Röthenbach,
- Kirchgemeinde Rothenkirchen-Wernesgrün,
- Kirchgemeinde Schnarrtanne-Vogelsgrün,
- Kirchgemeinde Treuen,
- Kirchgemeinde Waldkirchen-Irfersgrün,
- Kirchgemeinde Rebesgrün-Reumtengrün.[5][6]

Sitz des Kirchspiels ist Auerbach, Interimssitz ist Treuen.

### Liste der Pfarrer
| Jahr | Zuständige Pfarrer für Rodewisch (Reformation – 1706)    | Bemerkung                                                                            |
| ---- | -------------------------------------------------------- | ------------------------------------------------------------------------------------ |
| 1524 | Wolfgang Friedrich Steinbach                             | später in Pöhla                                                                      |
| 1529 | Jacob Kober                                              |                                                                                      |
| 1533 | Michael Baumann                                          |                                                                                      |
| 1534 | Johann Vollrath                                          |                                                                                      |
| 1535 | Johannes Strauß                                          | später in Neustadt bei Schneeberg                                                    |
| 1553 | Zacharias Gering                                         |                                                                                      |
| 1562 | Magister Wolfgang Hermann                                | wurde Jurist in Reichenbach                                                          |
| 1571 | David Ringk                                              | 1581 in Pirna, 1584 Superintendent                                                   |
| 1581 | Petrus Willichius (Wilchius), Peter Wilch, Peter Willich | später in Planitz                                                                    |
| 1583 | Georgius Liebhold                                        | begann, das Kirchenbuch zu führen                                                    |
| 1600 | Aegidius Groß                                            | „Pfarrer, welchen die Gemeinde nicht hören wollte“                                   |
| 1603 | Thomas Vogel                                             |                                                                                      |
| 1609 | Balthasar Spitzner                                       |                                                                                      |
| 1617 | Michael Ferber                                           |                                                                                      |
|      | Michael Schlewitzer                                      | setzte sich erfolglos für Kirchenneubau ein                                          |
| 1639 | Johann Bleymüller                                        | Verfasser der „Turmknaufurkunde“ von 1645                                            |
|      | Johann Uhrmälster                                        |                                                                                      |
| 1671 | Magister Johann Clauß                                    | ab 1706 ward Rodewisch von Auerbach getrennt und die hiesige Stelle wurde eingezogen |

| Jahre     | Pfarrer/Magister für Rodewisch (erste Pfarrstelle ab 1706) | Pfarrer für Rodewisch (zweite Pfarrstelle) | Bemerkung                                       |
| --------- | ---------------------------------------------------------- | ------------------------------------------ | ----------------------------------------------- |
| 1706      | Magister Samuel Mehlhorn                                   |                                            |                                                 |
| 1721      | Magister Gottfried Reichenbach                             |                                            |                                                 |
| 1729      | Magister Gottlieb Beck                                     |                                            |                                                 |
| 1763      | Magister Gottlieb Beck                                     |                                            | Sohn des Vorherigen                             |
| 1792      | Magister Ernst Julius Tischendorf                          |                                            |                                                 |
| 1817      | Heinrich Thomas                                            |                                            |                                                 |
| 1865      | Dr. Ernst Bruno Krieg                                      |                                            |                                                 |
| 1875      | Carl Friedrich Theodor Schoppe                             |                                            |                                                 |
| 1888–1909 | Karl Max William Schönknecht                               |                                            |                                                 |
| 1898      |                                                            | Theodor Kurt Kretzschmar                   |                                                 |
| 1898      |                                                            | Alfred Drechsler                           |                                                 |
| 1900      |                                                            | Kurt Paul Frank                            |                                                 |
| 1902      |                                                            | Karl Theodor Bruhn                         |                                                 |
| 1904      |                                                            | Johann Siegfried Nicolai                   |                                                 |
| 1905      |                                                            | Walter Bernhard Joh. Grundmann             |                                                 |
| 1908–1912 |                                                            | Paul Emil Ernst Müller                     |                                                 |
| 1912–1914 |                                                            | Joh. Friedr. Oskar Pitschel                |                                                 |
| 1915–1920 |                                                            | Ernst Theodor Hermann Gaupp                |                                                 |
| 1909–1919 | Dr. Friedrich Wilhelm Max Richter                          |                                            |                                                 |
| 1919–1925 | Dr. Alfred Otto Meyer                                      |                                            |                                                 |
| 1920–1926 |                                                            | Karl Hermann Oskar Ae                      |                                                 |
| 1925–1934 | Joh. Dankgott Ernst Lösche                                 |                                            |                                                 |
| 1926–1933 |                                                            | Fritz Rudolf Schönbach                     |                                                 |
| 1933–1934 |                                                            | Friedrich Bohland                          | ab 1939 erste Pfarrstelle                       |
| 1934–1942 | Friedrich Bohland                                          |                                            |                                                 |
| 1934–1946 |                                                            | Horst Ficker                               |                                                 |
| 1942–1946 | Heinz Eckert                                               |                                            |                                                 |
| 1946–1954 | Karl Walther Taut                                          |                                            |                                                 |
| 1947–1954 |                                                            | Karl Bäuerle                               | ab 1955 erste Pfarrstelle                       |
| 1955–1959 | Karl Bäuerle                                               |                                            |                                                 |
| 1955–1959 |                                                            | Karl Krauße                                | († in der BRD)                                  |
| 1960–1973 | Heinrich Drechsler                                         |                                            |                                                 |
| 1960–1977 |                                                            | Ekkehart Zieglschmid                       |                                                 |
| 1974–1990 | Erich Klaus Schlegel                                       |                                            |                                                 |
| 1978–1984 |                                                            | Karin Schubert                             |                                                 |
| 1984–1986 |                                                            | ---                                        | vakant                                          |
| 1986–1996 |                                                            | Ralpph-Eckehart Pohle                      | ab 1996 erste Pfarrstelle                       |
| 1990–1992 | ---                                                        |                                            | vakant                                          |
| 1992–1996 | Dorothea Voigt                                             |                                            |                                                 |
| 1996–2000 | Ralph-Eckehardt Pohle                                      |                                            |                                                 |
| 1997–2001 |                                                            | Wolfgang Schmutzler                        | später Ephoralvikar im Kirchenbezirk Auerbach   |
| 2000–2001 | ---                                                        |                                            | vakant                                          |
| 2001–?    | Dr. Markus Roser                                           |                                            |                                                 |
| ?-?       | Beate Hadlich                                              |                                            |                                                 |
| ?–2024    | ---                                                        |                                            | vakant (vertreten durch Pfarrer aus Kirchspiel) |
| 2024–     | Matthias Müller                                            |                                            | [ 7 ]                                           |

### St.-Petri-Kirche als Kulturdenkmal
→ Hauptartikel: Liste der Kulturdenkmale in Rodewisch

## Geläut
Die alten Kirchenglocken von 1649 und 1745 waren schadhaft geworden, weshalb man sie 1875 durch neue ersetzte. Das Königlich-Sächsische Kriegsministerium stellte dafür ein französisches Beutegeschützrohr aus dem zurückliegenden Krieg zur Verfügung. Die Glocken waren in d, f und b gestimmt. Während des Ersten Weltkriegs wurden zwei Glocken beschlagnahmt und  für die Kriegsproduktion eingeschmolzen. 19019 wurden drei neue Eisenhartgussglocken angeschafft, die von Schilling & Lattermann aus Apolda in Morgenröthe-Rautenkranz gegossen wurden.
Fast hundert Jahre später sollte ein neues dreistimmiges Geläut – wieder aus Bronze – aufgehängt werden. Der beauftragte Gießer C. Mark Maas, Brockscheid goss 2018 zwei Glocken, der Guss der dritten aber misslang. Bei der im Folgenden beauftragten Glockengießerei Hermann Schmitt im gleichen Ort gingen drei weitere Gussversuche schief. Erst beim fünften Versuch in der Glockengießerei Grassmayr (Innsbruck) gelang 2020 der Guss der kleinen  Glocke, so dass 2020 nach fünfjähriger Stille und mehreren Verzögerungen die neuen Bronze-Glocken eingebaut werden konnten.
| Glocke | Name            | Masse  | Durchmesser | Schlagton | Inschrift                                                        |
| ------ | --------------- | ------ | ----------- | --------- | ---------------------------------------------------------------- |
| 1      | Große Glocke    | 973 kg | 1200 mm     | f1        | Christus spricht: Ich lebe und ihr sollt auch leben (Joh 14,19 ) |
| 2      | Mittlere Glocke | 562 kg | 1000 mm     | as1       | Schmecket und sehet, wie freundlich der Herr ist (Ps 34,9 )      |
| 3      | Kleine Glocke   | 370 kg | 0820 mm     | c2        | Lasst euch versöhnen mit Gott (2 Kor PS,5 )                      |

## Orgel
Die erste Orgel ist für das Jahr 1664 belegt. Die jetzige Jehmlich-Orgel ist mindestens die vierte Orgel in der Kirche. Sie wurde am 24. Oktober 1976 eingeweiht und kostete 96.000 Mark. Auch die Partnergemeinden aus Leer und Oerel beteiligten sich finanziell am Bau. Die Orgel wurde vom VEB Orgelbau Dresden (vormals Gebr. Jehmlich) als Opus 953 erbaut. Die etwa 1856 Pfeifen stehen auf Schleifladen mit mechanischer Spiel- und Registertraktur. Das Instrument umfasst 26 klingende Register, welche sich auf zwei Manuale und Pedal verteilen. Die Koppeln können wahlweise über Züge und Tritte betätigt werden.
Die Disposition lautet:
| I Hauptwerk C–g3 |                 |       |
| 1.               | Quintatön       | 16′   |
| 2.               | Prinzipal       | 8′    |
| 3.               | Rohrflöte       | 8′    |
| 4.               | Oktave          | 4′    |
| 5.               | Spitzflöte      | 4′    |
| 6.               | Rauschpfeife II | 2 ⁄3′ |
| 7.               | Flachflöte      | 2′    |
| 8.               | Sifflöte        | 1 ⁄3′ |
| 9.               | Mixtur IV–V     | 1 ⁄3′ |
| 10.              | Trompete        | 8′    |

| II Positiv C–g3 |              |             |
| 11.             | Gedackt      | 8′          |
| 12.             | Weidenflöte  | 8′          |
| 13.             | Prinzipal    | 4′          |
| 14.             | Gedacktflöte | 4′          |
| 15.             | Nasat        | 2 ⁄3′       |
| 16.             | Oktave       | 2′          |
| 17.             | Terz         | 4⁄5′–1 3⁄5′ |
| 18.             | Oktave       | 1′          |
| 19.             | Scharff IV   | 2⁄3′        |
| 20.             | Rohrschalmei | 8′          |
|                 | Tremulant    |             |

| Pedal C–f1 |            |       |
| 21.        | Subbaß     | 16′   |
| 22.        | Prinzipal  | 8′    |
| 23.        | Oktavbaß   | 8′    |
| 24.        | Gedacktbaß | 8′    |
|            | Oktave     | 2′    |
| 25.        | Mixtur V   | 2 ⁄3′ |
| 26.        | Posaune    | 16′   |

- Koppeln: II/I, I/P, II/P

## Gemeindeleben
Gottesdienste finden i. d. R. an christlichen Feiertagen statt. In der Kirche von Rützengrün werden Gottesdienste nur unregelmäßig gehalten. Darüber hinaus gibt es Gottesdienste in Seniorenheimen:
- K+S Seniorenresidenz (Rodewisch),
- AWO-Seniorenwohnanlage (Rodewisch).

Gelegentlich findet ein ökumenischer Gottesdienst zusammen mit der methodistischen Gemeinde der Stadt statt. Dieser wird wahlweise in der methodistischen Kirche abgehalten.

### Gruppen und Kreise
Neben der Orgelmusik gibt es besonders bei besonderen christlichen Festen (Christvesper am Heilig Abend, Osternacht) andere Gruppen, die Kirchenmusik betreiben. Diese sind:
- der Kirchenchor,
- das Blasorchester,
- das Flötenensemble[13].

Zudem gibt es einige Gruppen, Kreise und Aktionen:
- offene St.-Petri-Kirche (Mi. 14–16 Uhr),
- Seniorenkreis 60+,
- Männerstammtisch,
- Brotkorb-Nothilfeprojekt,
- Gebetskreis,
- Bibelgesprächskreis,
- Oasenzeit.

Für die Kinder- und Jugendarbeit wird folgendes angeboten:
- Christenlehre (1.–4. Klasse),
- Jungschar (5.–6. Klasse),
- Junge Gemeinde.

### Kirchenvorstand
Dem Kirchenvorstand gehören sieben Mitglieder an. In den gemeinsamen Kirchenvorstand des Kirchspiels (16 Mitglieder) entsendet Rodewisch 2022 zwei Mitglieder.